# Symetykon
Symetykon, simetykon (łac. simeticonum) – związek powierzchniowo czynny, mieszanina polidimetylosiloksanu i krzemionki (dimetykon aktywowany dwutlenkiem krzemu), stosowany jako produkt leczniczy lub wyrób medyczny przeciw wzdęciom.

## Działanie
Simetikon zmniejsza napięcie powierzchniowe pęcherzyków gazu, znajdujących się w jelitach. W ten sposób ułatwia ich pękanie, co usprawnia wydalanie gazów i zmniejsza napięcie jelit, które może być przyczyną bólu. Efekt powinien być widoczny po dwóch dniach.

## Wskazania
Simetikon stosuje się w objawowym leczeniu wzdęć i kolek jelitowych, także u niemowląt. Nie ma dowodów, że symetykon jest skuteczny w leczeniu kolki. Ponadto znajduje zastosowanie jako środek pomocniczy w przygotowaniu pacjentów do badań jamy brzusznej (np. USG) oraz w leczeniu zatruć detergentami (zmniejsza pienienie w przewodzie pokarmowym).

## Dawkowanie
Niemowlętom od 1 miesiąca do pierwszego roku życia podaje się jednorazowo 0,5 ml zawiesiny (zawartość jednego zakraplacza dołączonego standardowo do opakowania) lub od 8 do 15 kropli, co odpowiada 20 mg simetikonu i powtarza przed każdym posiłkiem. Dzieciom od 1 roku do 6 lat – 40 mg jednorazowo, 3 do 5 razy na dobę. Dzieci w wieku szkolnym i dorośli: 40–160 mg jednorazowo, maksymalnie 240 mg na dobę w kroplach, kapsułkach lub granulkach; najczęściej stosuje się 80 mg 3 razy na dobę.
Lek podaje się w trakcie lub po posiłkach i w razie potrzeb – przed snem. Terapię można prowadzić długofalowo, nawet kilka lat.

## Farmakokinetyka
Simetikon nie wchłania się z przewodu pokarmowego i jest wydalany w stanie niezmienionym z kałem.

## Działania niepożądane
Do tej pory nie odnotowano poważnych działań niepożądanych leku. Mogą wystąpić: łagodne nudności i zatwardzenie. W wyjątkowych przypadkach mogą pojawić się reakcje alergiczne, tj. wysypka, świąd, obrzęk twarzy lub języka, trudności z oddychaniem.

## Przedawkowanie
Symetykon nie wchłania się z przewodu pokarmowego i przedawkowanie nie stanowi zagrożenia dla życia lub zdrowia.
Objawem przedawkowania może być niekontrolowane wydalanie gazów trawiennych w postaci wiatrów lub odbijania. Nasilenie się objawów przedawkowania zależy w dużym stopniu od rodzaju i objętości spożytego posiłku.

## Ciąża i laktacja
Simetikon wolno stosować podczas ciąży i karmienia piersią.

## Inne uwagi
- Nie stosować w przypadku nadwrażliwości na simetikon lub którykolwiek składnik pomocniczy.
- Można bezpiecznie stosować z innymi lekami. Parafina (stosowana jako środek przeczyszczający) osłabia działanie simetikonu[7].
- Nie wpływa na szybkość reagowania i zdolność do obsługiwania maszyn i pojazdów mechanicznych w ruchu.
- Nie istnieją ograniczenia pokarmowe.
- Stosowanie można przerwać natychmiast w dowolnym momencie.
- Zapomnianą dawkę, która nie została przyjęta o stałej porze, można przyjąć, o ile zachodzi taka potrzeba. Nie należy jednak tego robić, gdy zbliża się czas przyjęcia kolejnej dawki – nie należy przyjmować podwójnej dawki w celu wyrównania dawki zapomnianej[7].
- Stosuje się aż do ustąpienia dolegliwości.
- Należy skontaktować się z lekarzem, jeżeli dolegliwości zaostrzyły się lub po upływie dwóch tygodni pozostały bez poprawy.
- Nie przechowywać w lodówce ani w zamrażalniku.
- Związek obecny w preparacie Sab Simplex, w którym 15 kropli przed każdym posiłkiem to dawka ok. 40 mg substancji.

## Preparaty w Polsce
W Polsce dostępny jest w zazwyczaj w postaci kapsułek, także jako tabletki, granulki, zawiesina, emulsja i krople.
- Preparaty proste[9]: Bobotic, Espumisan, Infacol, 	Simetigast, 	Spumax wzdęcia, Ulgasim, Ulgix.

- Preparaty złożone[9]: 
  - Manti (simetykon + wodorotlenek glinu + wodorotlenek magnezu)
  - Meteospasmyl (simetykon + alweryna)
  - Kebene Plus (simetykon + węgiel aktywny)